# جولييان هورتادو
جولييان هورتادو (بالإسبانية: Julián Hurtado)‏ هو لاعب كرة قدم كولومبي، ولد في 24 نوفمبر 1979 في Tuluá ‏ في كولومبيا. لعب مع أونس كالداس وديبورتيس توليما ومينيروس دو غويانا.

## وصلات خارجية
- جولييان هورتادو على موقع قاعدة بيانات كرة القدم.إي يو (الإنجليزية)
- جولييان هورتادو على موقع Soccerway.com (الإنجليزية)
- جولييان هورتادو على موقع AS.com (الإسبانية)